# Muaid Ellafi
Muaid Ellafi (Arabic: مؤيَّد اللافي) (sinh ngày 7 tháng 3 năm 1996) là một cầu thủ bóng đá người Libya hiện tại thi đấu ở vị trí tiền vệ tấn công cho Wydad Casablanca.

### Bàn thắng quốc tế
Tỉ số và kết quả liệt kê bàn thắng của Libya trước.
| #  | Ngày                | Địa điểm                                            | Đối thủ    | Tỉ số | Kết quả | Giải đấu                                     |
| -- | ------------------- | --------------------------------------------------- | ---------- | ----- | ------- | -------------------------------------------- |
| 1. | 16 tháng 6 năm 2015 | Trung tâm Thể thao Maâmora, Salé, Maroc             | Mali       | 2–2   | 2–2     | Giao hữu                                     |
| 2. | 9 tháng 6 năm 2017  | Sân vận động Thể thao Petro, Cairo, Ai Cập          | Seychelles | 5–0   | 5–1     | Vòng loại CAN 2019                           |
| 3. | 12 tháng 8 năm 2017 | Sân vận động Mohamed Hamlaoui, Constantine, Algérie | Algérie    | 2–1   | 2–1     | Vòng loại Giải vô địch bóng đá châu Phi 2018 |
| 4. | 18 tháng 8 năm 2017 | Sân vận động Taïeb Mhiri, Sfax, Tunisia             | Algérie    | 1–1   | 1–1     | Vòng loại Giải vô địch bóng đá châu Phi 2018 |
| 5. | 7 tháng 9 năm 2019  | Sân vận động Thành phố Berrechid, Berrechid, Maroc  | Niger      | 1–0   | 2–0     | Giao hữu                                     |
| 6. | 25 tháng 3 năm 2021 | Sân vận động Liệt sĩ Tháng Hai, Benghazi, Libya     | Tunisia    | 1–0   | 2–5     | Vòng loại CAN 2021                           |
| 7. | 25 tháng 3 năm 2021 | Sân vận động Liệt sĩ Tháng Hai, Benghazi, Libya     | Tunisia    | 2–3   | 2–5     | Vòng loại CAN 2021                           |